# Kraftwerk
Kraftwerk (phát âm tiếng Đức: [ˈkʀaftvɛɐ̯k]) là ban nhạc người Đức được thành lập vào năm 1970 tại Düsseldorf bởi Ralf Hütter và Florian Schneider. Ban nhạc thường được coi là thủ lĩnh và nghệ sĩ cách tân của thể loại nhạc điện tử, đồng thời cũng là những người đầu tiên mang thể loại này phổ biến tới công chúng. Khởi đầu với làn sóng krautrock tại Tây Đức trong những năm 1970, họ đã mày mò nghiên cứu các nhạc cụ điện tử như synthesizer, máy gõ nhịp, vocoder và cả những nhạc cụ tự chế khác. Sau thành công của hàng loạt album như Autobahn (1974), Trans-Europe Express (1977) và The Man-Machine (1978), Kraftwerk đã định nghĩa nên thể loại "robot pop" pha lẫn âm nhạc điện tử và giai điệu pop, hòa âm đơn giản, giai điệu lặp lại, bên cạnh những thiết kế trang phục vô cùng đặc trưng.
Kraftwerk tạo cảm hứng cho nhiều thể loại âm nhạc, bao gồm electropop, hip hop, post-punk, techno, ambient, EDM và là hình mẫu cho nhiều thế hệ nghệ sĩ sau này. Theo tạp chí The Observer, "sau The Beatles, không một nghệ sĩ nào có ảnh hưởng tới văn hóa đại chúng như Krafwerk". Sau khi phát hành Electric Café (1986), Wolfgang Flür chia tay ban nhạc vào năm 1987. Album cuối cùng của họ Tour de France Soundtracks được phát hành vào năm 2003. Schneider rời nhóm vào năm 2008 và qua đời vì ung thư vào tháng 4 năm 2020. Năm 2014, Viện hàn lâm Khoa học và Nghệ thuật Thu âm Quốc gia trao tặng Kraftwerk giải thưởng Giải Grammy Thành tựu trọn đời. Tới nay, các thành viên còn lại của ban nhạc vẫn tiếp tục đi lưu diễn trên toàn thế giới.

## Danh sách đĩa nhạc
- Kraftwerk (1970)
- Kraftwerk 2 (1972)
- Ralf und Florian (1973)
- Autobahn (1974)
- Radio-Activity (1975)
- Trans-Europe Express (1977)
- The Man-Machine (1978)
- Computer World (1981)
- Electric Café (1986)
- Tour de France Soundtracks (2003)